# 鶴見つばさ橋
鶴見つばさ橋（つるみつばさばし）は、神奈川県横浜市鶴見区にある橋。首都高速湾岸線の扇島と大黒埠頭とを結んでいる。横浜ベイブリッジと並び、横浜を代表する橋となっている。名称は公募の中より決定された。
中央径間長（510m）は多々羅大橋、名港中央大橋に次いで斜張橋として日本国内3位、また全長（1020m）は一面吊りの斜張橋としては世界一の長さだった。将来は国道357号が同じ形式で併設され、双子の並列斜張橋となる計画がある。
臨海部の埋立工業地を結んでおり、大黒埠頭側で直接間近に見ることもできるが、鶴見線海芝浦駅や末広水際線プロムナードからも眺めることができる。夜間はライトアップされる。

## 概要
- 橋梁形式 : 三径間連続鋼斜張橋
- 橋長 : 1,020m[2]
- 中央径間長 : 510m
- 主塔 : 逆Y形 h=180m (Top: 183m)
- 海面から路面までの高さ : 57m
- 道路規格 : 第二種第一級（往復6車線）
- 設計速度 : 80km/h

## 歴史
- 1987年（昭和62年）1月 着工
- 1994年（平成6年）
  - 10月25日 橋梁名決定[2]
  - 12月21日 開通[1]

## 隣
首都高速湾岸線
大黒JCT/(B08,B09)大黒ふ頭出入口/大黒PA - 鶴見つばさ橋 - (B10, B11)東扇島出入口

## ギャラリー

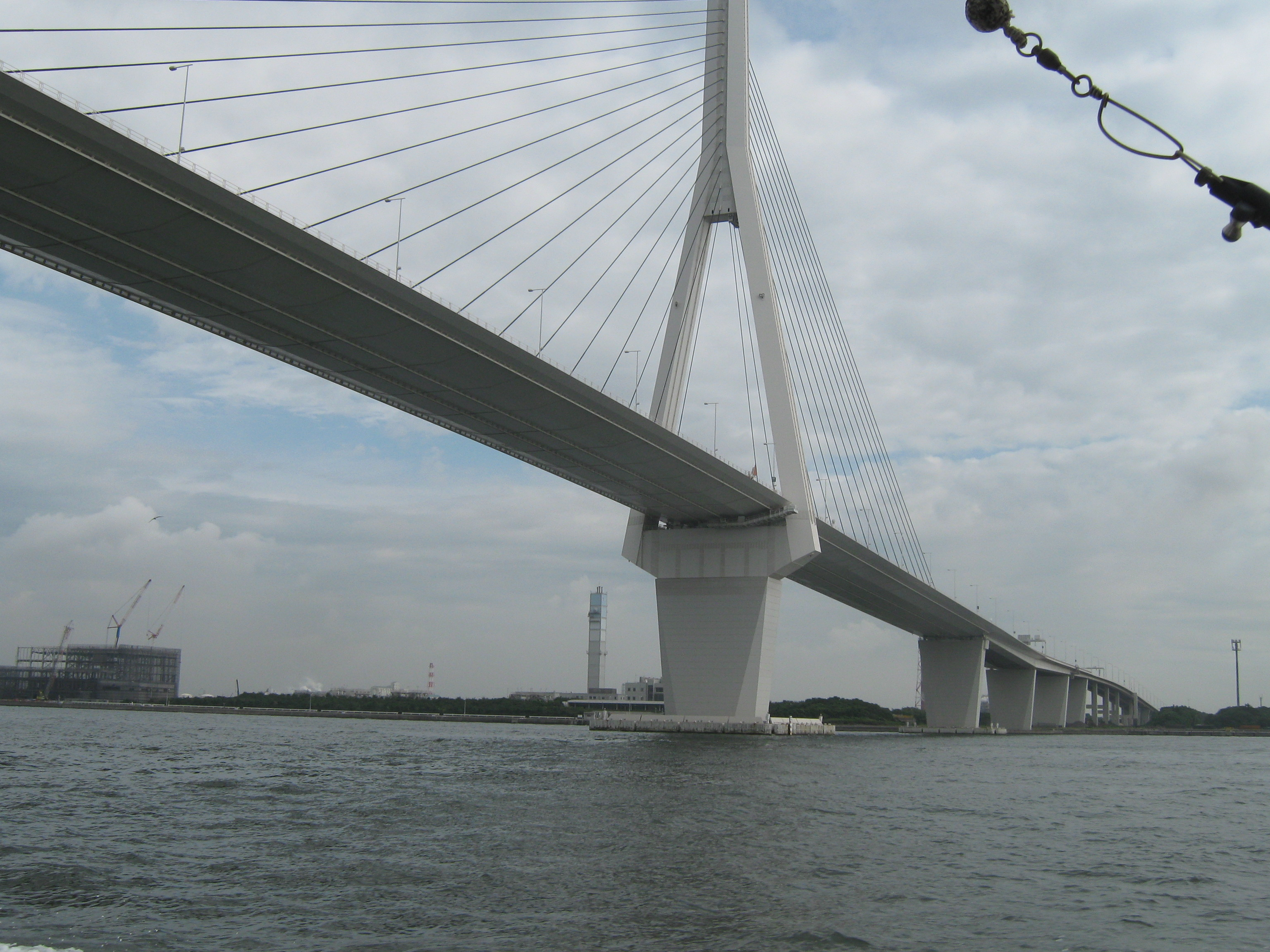
鶴見つばさ橋・海上より
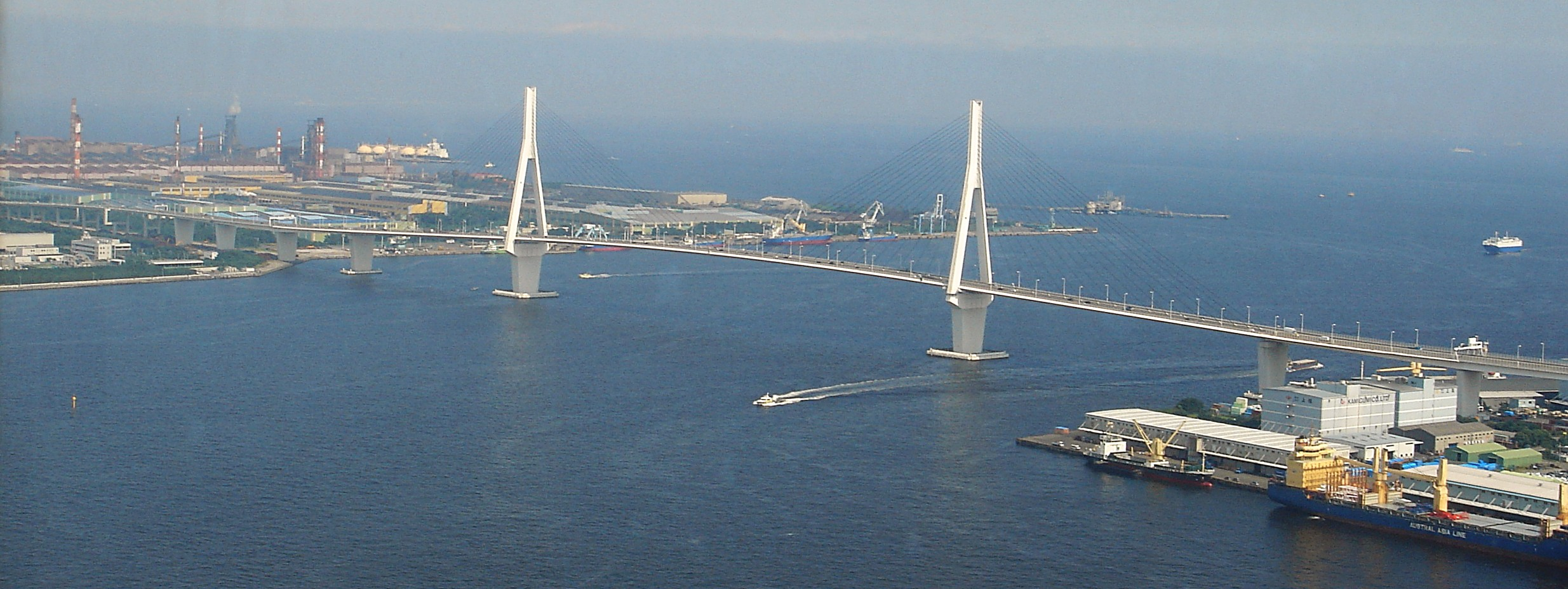
鶴見つばさ橋（東京電力横浜火力発電所ツインタワーから）